# Scepter (1617)
Ej att förväxla med Scepter (1636). 
För regalietypen, se Spira (stav).  

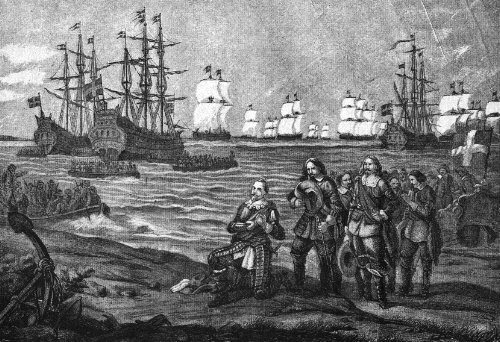
Gustav II Adolf landstiger på udden Nordperd på Rügen i Tyskland 25 juni 1630. Utanför väntar hans flotta och flaggskeppet Scepter.

Scepter var ett regalskepp som ingick i Gustav II Adolfs krigsflotta. Fartyget började byggas på Biskops-Arnö skeppsgård vid Mälaren 1612
under ledning av den holländske skeppsbyggmästaren Isbrand Johansson. Byggandet fortsatte vid Harboviks skeppsgård 1615 och fartyget utrustades vid Stockholms skeppsgård. 
Besättningen ombord bestod av 120 båtsmän och 200 knektar.
Scepter tjänade också som kungens flaggskepp. Kungens stora och lilla kajuta beskrivs av en samtida person: Skeppet Scepter, på hvilket Gustaf II Adolf och pfaltzgrefven öfverreste till Tyskland på våren 1630, hade den stora kajutan öfverdragen med förgyldt läder på grön botten, himmelen med grönt taft och den lilla kajutan med rödt dubbelt taft, himmel och allt...
År 1618 seglade Scepter österut på sitt första sjötåg. Med 350 man och 36 kanoner ombord skulle skeppet delta i striderna mot Polen om den baltiska provinsen Livland. År 1621 seglade hon över Östersjön med kung Gustav II Adolf ombord för att erövra Riga. Gustav II Adolf seglade också på Scepter vid sin överresa till Tyskland och trettioåriga kriget i juni 1630.
Skeppet togs ur bruk 1639. 

## Återfinnande
I april 2017 påbörjades renoveringsarbeten av kajer på Skeppsholmen i Stockholm. Samma sommar  påträffades där ett stort antal kraftiga pålar och - på drygt tre meters djup - bland dessa skeppstimmer i ek från ett stort vrak.  
Vrakets för och akter samt styrbordssida grävdes fram. Kölens längd uppskattades till 30-33 meter. dendrologiska prover av träet visade att det kom från svenska ekar som huggits under vinterhalvåren 1612-1613 och 1613-1614.
Endast fyra örlogsskepp hade byggts i Sverige under den här perioden: Scepter, Riksnyckeln, Jupiter (byggt 1614) och Harbo Lejonet (byggt 1616). De två sista var för små i jämförelse med vraket på Skeppsholmen, och Riksnyckeln sjönk 1628 i Stockholms skärgård, varför endast Specter återstod som möjligt fynd. Hon
troligen återanvändas som utfyllnad, när flottans bas 1640 flyttade från nuvarande Blasieholmen till nuvarande Skeppsholmen.